# Żółtańce-Kolonia
Żółtańce-Kolonia – kolonia w Polsce położona w województwie lubelskim, w powiecie chełmskim, w gminie Chełm.
Jesienią 1954 część wsi Żółtańce-Kolonia włączono do Chełma.
W latach 1975–1998 miejscowość administracyjnie należała do województwa chełmskiego. 
Kolonia jest sołectwem w gminie Chełm. Według Narodowego Spisu Powszechnego (III 2011 r.) liczyła 568 mieszkańców i była szóstą co do wielkości miejscowością gminy.